# Gyges
Gyges (grekiska Γύγη), son av Daskylos, var en lydisk kung från omkring 685 f.Kr. 
Gyges grundade den mermnadiska dynastin genom att (på order från drottningen) mörda den dåvarande heraklidiske kungen, Kandaules. Han gifte sig sedan med drottningen och gjorde sig själv till kung. Därefter angrep han de grekiska städerna i Mindre Asien och erövrade Kolofon. Då Gyges anfölls av kimmerierna, måste han ansluta sig till assyrierna men blev snart dessas fiende. Gyges stupade i kamp mot kimmerierna, omkring 652 f.Kr. 
Gyges var farfars farfars far till kung Krösus (Kroisos), som var det lydiska rikets siste kung.
Han rikedom var i antiken ett ordstäv, enligt sagan skulle den även vara vunnen genom en underbar ring, som gjorde dess ägare osynlig, Gyges ring.
Världens första mynt anses ha präglats under hans regering. 